# Bursera trifoliolata
Bursera trifoliolata är en tvåhjärtbladig växtart som beskrevs av Arthur Allman Bullock. Bursera trifoliolata ingår i släktet Bursera och familjen Burseraceae. Inga underarter finns listade i Catalogue of Life.